# Třemošnice
Třemošnice là một thị trấn thuộc huyện Chrudim, vùng Pardubický, Cộng hòa Séc.